# Domaineur
Le mot domaineur est dérivé de l'anglais Domainer.
Un domaineur est un entrepreneur ou un investisseur spécialisé dans les noms de domaine ; il enregistre (crée) ou rachète des noms de domaine dans l'espoir d'en tirer profit tout en étant conscient qu'il peut tout aussi bien réaliser des pertes. Il est souvent confondu à tort avec le cybersquatteur. Contrairement à ces derniers, les domaineurs cherchent rarement à détourner la notoriété des marques à leur profit.
Avant le boom du CPC, les domaineurs se focalisaient surtout sur les noms de domaine dits génériques tels que « acheter.com », « dormir.com », « sortir.net » etc. C'est encore le cas aujourd'hui, même si de plus en plus de domaineurs cherchent à rentabiliser leurs investissement en développant leurs noms de domaine. En leur donnant ainsi une valeur ajoutée, le nom de domaine peut parfois se revendre à meilleur prix sur des sites spécialisés dans la vente de sites web, comme Flippa ou Freemarket.
Beaucoup de ventes de noms de domaine concernent les noms recevant du trafic (tels que les sites ayant existé et dont le domaine n'a pas été renouvelé) car ces derniers peuvent rapporter plusieurs dizaines ou même centaines d'euros par mois à leur propriétaire. 
L'exemple type est une page dite de parking qui propose au visiteur un assortiment de liens publicitaires ; lorsqu'un visiteur clique sur l'un de ces liens, une certaine somme allant de quelques centimes d'euro à plusieurs euros est reversée au propriétaire du nom de domaine. À ce niveau, la compétition est forte, et une dizaine de compagnies de parking se partagent le marché. 
L'activité du domaineur est nommé « domaining ». Cette industrie, peu développée du côté francophone, l'est toutefois beaucoup plus chez les anglophones. Plusieurs blogs, forums et journaux en ligne s'y consacrent entièrement. Le site DnJournal publie ainsi à chaque semaine un résumé de principales ventes de la semaine, avec des ventes dépassant souvent les 100 000 USD par nom de domaine
L'industrie de l'achat-vente de noms de domaine, autrement dit le second marché, génère des dizaines de millions de dollars mensuellement en chiffre d'affaires. Les principales places de marché sont Sedo, Godaddy, Freemarket, Flippa et Afternic. 
Cette industrie connait des nouveaux développements avec l'arrivée des nouvelles extensions, comme le .paris, le .boutique, le .quebec. le .web, etc. 